# 15530 Kuber
A 15530 Kuber (ideiglenes jelöléssel 2000 AV98) a Naprendszer kisbolygóövében található aszteroida. A LINEAR projekt keretében fedezték fel 2000. január 5-én.